# 감일순환로
감일순환로(Gamilsunhwan-ro)는 경기도 하남시 감일동 250-1과 경기도 하남시 감일동 단샘초등학교 앞을 잇는 도로이다.

## 연혁
- 2019년 3월 26일: 도로명으로 감일순환로를 고시
- 2021년: 개통

## 주요 경유지
경기도
- 하남시 (감일동)

## 주요 건물 및 시설
- 하남시감일종합사회복지관 (경기도 하남시 감일순환로 95-3)
- 신우초등학교 (경기도 하남시 감일순환로 145)
- 감일고등학교 (경기도 하남시 감일순환로 165)
- 감일동 행정복지센터 (경기도 하남시 감일순환로 175)
- 단샘초등학교 (경기도 하남시 감일순환로 195)